# ROSE Online
ROSE Online hay Rush On Seven Episodes Online (tiếng Hàn Quốc: 로즈 온라인) là tựa game nhập vai trực tuyến nhiều người chơi (MMORPG) trước đây do công ty Hàn Quốc Gravity Corporation phát hành và công ty con của hãng này là Triggersoft phát triển. Đây là game MMORPG dựa trên việc thăng cấp điển hình chuyển vùng miễn phí có đồ họa lấy cảm hứng từ anime và sở hữu "môi trường trong game rất dễ thương so với nhiều tựa game khác trên thị trường". ROSE Online ban đầu chơi theo dạng trả tiền, nhưng khi Triggersoft ngừng phát triển trò chơi này vào năm 2007, bản quyền của game được bán lại cho một số công ty khác nhau để họ ra sức phát triển và phát hành phiên bản chơi miễn phí của riêng mình.
Gravity Interactive phát triển và phát hành một phiên bản của tựa game này gọi là naROSE cho 3 quốc gia Bắc Mỹ và 40 quốc gia châu Âu, cho đến khi tất cả các trò chơi và dịch vụ của họ ở các khu vực châu Âu bị chấm dứt vào ngày 25 tháng 5 năm 2018. Ngày 11 tháng 2 năm 2019, Warportal Gravity Interactive đã đóng cửa trò chơi hoàn toàn, trong khi một số máy chủ riêng vẫn tiếp tục hoạt động. Kể từ ngày 16 tháng 9 năm 2021, việc phát triển và phát hành ROSE Online cho khu vực này do hãng Rednim Games tiếp quản. Vào thời điểm đó, Rednim Games dự đoán thời gian ra mắt tựa game này vẫn còn 'nhiều tháng nữa' trong tương lai.
Bắt đầu từ năm 2013, một nhánh khác của trò chơi có tên gọi jROSE được hãng ROSE Online Japan phát triển độc quyền dành cho thị trường Nhật Bản. Bất chấp những khó khăn lớn về tài chính, đỉnh điểm là studio này đã nộp đơn phá sản vào năm 2020, họ vẫn hứa sẽ tiếp tục phát triển và tung các bản cập nhật cho tựa game này vào năm 2019.